# Club Choré Central
El Club Choré Central es un club de fútbol de Paraguay, fundado el 19 de enero de 1965. Jugó hasta el 2014 en la Primera División B Nacional, el campeonato de tercera categoría del fútbol paraguayo. Se encuentra ubicado en la ciudad de Choré. 
En el año 2005 se consagró campeón de la Copa de Campeones de la UFI. Durante los años 2006 y 2007 compitió en la División Intermedia, la segunda categoría del fútbol paraguayo.

## Historia
El club estuvo militando en las divisiones principales de la U.F.I. y de la A.P.F. por varios años. En el 2005 logró el título de campeón de la Copa de Campeones de la UFI y ascendió a la División Intermedia, Segunda División del fútbol paraguayo. En dicha categoría jugó por dos años, pues acabó en la última posición en el 2007 y descendió. Posteriormente ya no se organizó la Copa de Campeones.
En el 2011 el club clasificó para la Primera División B Nacional a disputarse ese mismo año, como ganador del grupo departamental San Pedro-Caaguazú. En dicho torneo quedó 5° entre 8 competidores.
En Nacional B del 2012 acabó el club siendo último en su grupo y 7° (penúltimo) en la tabla general, por lo que debía perder la categoría y volver a su liga local; sin embargo, se le permitió inscribirse al campeonato 2013, posiblemente porque se aumentó el número de clubes de 8 a 10. En dicha competencia, logró alcanzar un meritorio tercer lugar.
En el año 2014, el torneo contó solo con 6 clubes. Choré compartió el grupo A con Liga Ovetense de Fútbol y Club 2 de Mayo de Pedro Juan Caballero. El club no pudo pasar de la primera fase.

## Estadio
El Club Choré Central juega sus partidos de local en el Estadio Asteria Mendoza, situado en la ciudad de Choré, y tiene capacidad para unos 4000 espectadores.